# Грозаска
Грозаска (рум. Grozasca) — село в Унгенском районе Молдавии. Наряду с сёлами Старая Флорицоя и Новая Флорицоя входит в состав коммуны Старая Флорицоя.

## География
Село расположено на высоте 116 метров над уровнем моря.

## Население
По данным переписи населения 2004 года, в селе Грозаска проживает 741 человек (371 мужчина, 370 женщин).
Этнический состав села:
| Национальность | Число жителей | Процентный состав |
| -------------- | ------------- | ----------------- |
| молдаване      | 719           | 97,03             |
| украинцы       | 21            | 2,83              |
| прочие         | 1             | 0,13              |
| Всего          | 741           | 100 %             |